# Andreas Fischer-Nagel
Andreas Fischer-Nagel (* 29. Mai 1951 in West-Berlin) ist ein deutscher Biologe und Schriftsteller.

## Leben
Andreas Fischer-Nagel absolvierte ein Studium der Biologie in West-Berlin und Wien, das er mit dem Diplomgrad abschloss. Anschließend war er als wissenschaftlicher Mitarbeiter an der Freien Universität Berlin tätig sowie später als Lektor im Verlag Neumann-Neudamm. Daneben veröffentlichte er ab 1981 gemeinsam mit seiner Ehefrau Heiderose Fischer-Nagel zahlreiche illustrierte Sachbücher – vorwiegend zu Naturthemen – für Kinder. Andreas Fischer-Nagel lebt mit seiner Familie in dem hessischen Ort Metzebach.

## Veröffentlichungen
- Marienkäfer, Luzern 1981 (zusammen mit Heiderose Fischer-Nagel)
- Im Bienenstock, Luzern 1982 (zusammen mit Heiderose Fischer-Nagel)
- Ein Kätzchen kommt zur Welt, Luzern 1982 (zusammen mit Heiderose Fischer-Nagel)
- Bunte Welt der Schmetterlinge, Luzern 1983 (zusammen mit Heiderose Fischer-Nagel)
- Ein Leben auf kurzen Beinen, Luzern 1983 (zusammen mit Heiderose Fischer-Nagel)
- Blumen, Luzern 1984 (zusammen mit Heiderose Fischer-Nagel)
- Im Hamsterbau, Luzern 1984 (zusammen mit Heiderose Fischer-Nagel)
- Das Storchenjahr, Luzern 1984 (zusammen mit Heiderose Fischer-Nagel)
- Der Ameisenstaat, Luzern 1985 (zusammen mit Heiderose Fischer-Nagel)
- Früchte des Waldes, Luzern 1985 (zusammen mit Heiderose Fischer-Nagel)
- Schau mal: unser Honig, Luzern 1985 (zusammen mit Heiderose Fischer-Nagel)
- Eine Biberburg im Auwald, Berlin 1986 (zusammen mit Christel Schmitt)
- Der Tannenbaum, Luzern 1986 (zusammen mit Heiderose Fischer-Nagel)
- Unsere Wolle, Luzern 1986 (zusammen mit Heiderose Fischer-Nagel)
- Blick durchs Mauseloch, Luzern 1987 (zusammen mit Heiderose Fischer-Nagel)
- Der Kastanienbaum, Luzern 1987 (zusammen mit Heiderose Fischer-Nagel)
- Kinderstube der Tiere, Bindlach (zusammen mit Heiderose Fischer-Nagel)
  - Katzen, 1987
  - Hunde, 1988
  - Störche, 1989
  - Ponys, 1992
- Neusiedler See, Freiburg im Breisgau 1987
- Tiere im Wasser, Ravensburg 1987 (zusammen mit Heiderose Fischer-Nagel)
- Tiere in der Wiese, Ravensburg 1987 (zusammen mit Heiderose Fischer-Nagel)
- Das Eselbuch, Luzern 1988 (zusammen mit Heiderose Fischer-Nagel)
- Die Stubenfliege, Luzern 1988 (zusammen mit Heiderose Fischer-Nagel)
- Tiere im Wald, Ravensburg 1988 (zusammen mit Heiderose Fischer-Nagel)
- Zootiere, Ravensburg 1988 (zusammen mit Heiderose Fischer-Nagel)
- Ich und Eselchen, Hamburg 1989 (zusammen mit Heiderose Fischer-Nagel)
- In der Wiese, Hamburg 1989 (zusammen mit Heiderose Fischer-Nagel)
- Das Kornfeld, Luzern 1989 (zusammen mit Heiderose Fischer-Nagel)
- Mäusefamilien, Hamburg 1989 (zusammen mit Heiderose Fischer-Nagel)
- Meerschweinchen, Hamburg 1989 (zusammen mit Heiderose Fischer-Nagel)
- Mein Hund Paulchen, Hamburg 1989 (zusammen mit Heiderose Fischer-Nagel)
- Mein Teich, Hamburg 1989 (zusammen mit Heiderose Fischer-Nagel)
- Onkels Ferienhof, Hamburg 1989 (zusammen mit Heiderose Fischer-Nagel)
- Die Störche kommen!, Berlin [u. a.] 1989 (zusammen mit Heiderose Fischer-Nagel)
- Unsere Katzen, Hamburg 1989 (zusammen mit Heiderose Fischer-Nagel)
- Glas, Luzern 1990 (zusammen mit Heiderose Fischer-Nagel)
- Ein Igelwinter, Berlin [u. a.] 1990 (zusammen mit Heiderose Fischer-Nagel)
- Weichtiere, Krebse und Stachelhäuter, Augsburg 1990 (zusammen mit Günter Geiss)
- Zucker, Luzern 1990 (zusammen mit Heiderose Fischer-Nagel)
- Aus dem Leben der Forellen, Luzern 1991 (zusammen mit Heiderose Fischer-Nagel)
- Die Eiche, Luzern 1991 (zusammen mit Heiderose Fischer-Nagel)
- Eselchens erster Tag, Hamburg 1991 (zusammen mit Heiderose Fischer-Nagel)
- Freche kleine Katzenkinder, Hamburg 1991 (zusammen mit Heiderose Fischer-Nagel)
- Ferien auf Onkels Bauernhof, Hamburg 1991 (zusammen mit Heiderose Fischer-Nagel)
- Alle meine Schäfchen, Hamburg 1992 (zusammen mit Heiderose Fischer-Nagel)
- Ein Besuch im Zoo, Hamburg 1992 (zusammen mit Heiderose Fischer-Nagel)
- Das kleine Zicklein, Hamburg 1992 (zusammen mit Heiderose Fischer-Nagel)
- Mein Kaninchen Hoppel, Hamburg 1992 (zusammen mit Heiderose Fischer-Nagel)
- Tiere im Wald, Hamburg 1992 (zusammen mit Heiderose Fischer-Nagel)
- Tiere in unserem Garten, Hamburg 1992 (zusammen mit Heiderose Fischer-Nagel)
- Unser Ponyhof, Hamburg 1992 (zusammen mit Heiderose Fischer-Nagel)
- Unser Storch Rudi, Hamburg 1992 (zusammen mit Heiderose Fischer-Nagel)
- Wildkatzen in unseren Wäldern, Berlin [u. a.] 1992 (zusammen mit Heiderose Fischer-Nagel)
- Au Backe, mein Zahn hat Karies!, Sprangenberg (zusammen mit Heiderose Fischer-Nagel)
  - 1 (1993)
  - 2. Vorsorge, Behandlung, Ernährung, Zahnspange, 2011
- Mona, das Eselfohlen, Luzern 1993 (zusammen mit Gisela Buck und Siegfried Buck)
- Kasimir, das Dackelkind, Luzern 1994 (zusammen mit Gisela Buck und Siegfried Buck)
- Lissi, Mira und Max, drei kleine Katzen, Luzern 1994 (zusammen mit Gisela Buck und Siegfried Buck)
- Mein Igel, Reinbek bei Hamburg 1994 (mit Heiderose Fischer-Nagel und Katharina Lausche)
- Warum muht die Kuh?, Luzern 1994 (zusammen mit Heiderose Fischer-Nagel)
- Falken-Lexikon Gartenteich, Niedernhausen/Ts. 1995 (zusammen mit Ingeborg Polaschek)
- Kartoffeln hin, Kartoffeln her, Aarau 1995 (zusammen mit Heiderose Fischer-Nagel)
- Mein Geld liegt auf der Bank!, Spangenbuerg-Metzebach 1995 (zusammen mit Heiderose Fischer-Nagel)
- Seerose und Wasserfrosch, Luzern 1997 (zusammen mit Heiderose Fischer-Nagel)
- Das Apfeljahr, Spangenberg-Metzebach 1998 (zusammen mit Heiderose Fischer-Nagel)
- Da geht die Post ab!, Spangenberg-Metzebach 2000 (zusammen mit Heiderose Fischer-Nagel)
- Mein Ponybuch, Lüneburg 2004 (zusammen mit Heiderose Fischer-Nagel)
- Unser Honigbuch, Spangenberg-Metzebach 2004 (zusammen mit Heiderose Fischer-Nagel)
- Entdecke den Teich, Lüneburg 2006 (zusammen mit Heiderose Fischer-Nagel)
- Haustiere, Lüneburg 2006 (zusammen mit Heiderose Fischer-Nagel)
- Tiere am Strand, Lüneburg 2006 (zusammen mit Heiderose Fischer-Nagel)
- Tiere am Teich, Lüneburg 2006 (zusammen mit Heiderose Fischer-Nagel)
- Tiere auf dem Bauernhof, Lüneburg 2006 (zusammen mit Heiderose Fischer-Nagel)
- Tiere der Wiese, Lüneburg 2006 (zusammen mit Heiderose Fischer-Nagel)
- Tiere im Garten, Lüneburg 2006 (zusammen mit Heiderose Fischer-Nagel)
- Tierkinder, Lüneburg 2006 (zusammen mit Heiderose Fischer-Nagel)
- Schnecken, Lüneburg 2007 (zusammen mit Heiderose Fischer-Nagel)
- Fledermäuse, Spangenberg 2009 (zusammen mit Heiderose Fischer-Nagel)
- Ein Igeljahr, Spangenberg 2010 (zusammen mit Heiderose Fischer-Nagel)
- Rund um das Kornfeld, Spangenberg 2010 (zusammen mit Heiderose Fischer-Nagel)
- Luchse in unseren Wäldern, Spangenberg 2011 (zusammen mit Heiderose Fischer-Nagel)
- Schlappohr auf vier Pfoten, Spangenberg 2011 (zusammen mit Heiderose Fischer-Nagel)
- Wenn Fliegen fliegen .. - fliegen Fliegen hinterher!, Spangenburg 2011 (zusammen mit Heiderose Fischer-Nagel)
- Katzenkinder, Spangenberg 2012 (zusammen mit Heiderose Fischer-Nagel)
- Zwergkaninchen, Spangenberg 2012 (zusammen mit Heiderose Fischer-Nagel)
- Seehunde im Wattenmeer, Spangenberg 2013 (zusammen mit Heiderose Fischer-Nagel)